# Понизовский район
Понизовский район — административно-территориальная единица в составе Западной и Смоленской областей РСФСР, существовавшая в 1929—1930 и 1935—1961 годах.
Понизовский район был образован в составе Смоленского округа Западной области в 1929 году. Центром района было село Понизовье. Район был образован из территорий, прежде входивших в Поречский уезд Смоленской губернии.
В 1930 году Смоленский округ был упразднён, и Понизовский район перешёл в прямое подчинение Западной области.
В том же году Понизовский район был упразднён, а его территория разделена между Демидовским и Руднянским районами.
В 1935 году Понизовский район был восстановлен в составе Западной области.
В 1937 году Понизовский район вошёл в состав Смоленской области.
В 1961 году Понизовский район был упразднён, а его территория разделена между Демидовским и Руднянским районами.